# El-Sakakini

El-Sakakini (arabiska:  السكاكيني ), är ett mindre distrikt i östra delen av centrala Kairo, Egypten som gränsar till distrikten Daher och Abbassia.
El-Sakakini var ursprungligen en del av distriktet Daher, men fick namn av en välbärgad och känd familj med ursprung från Syrien, vars överhuvud greve Gabriel Habib Sakakini Pascha (1841-1923) hade låtit bygga ett palats och en kyrka i området 1897.

## Berömda innevånare
- Palestinas forne president Yasser Arafat var uppväxt i Sakakini på 1930-talet.